# Franz Ludwig von Thürheim
Franz Ludwig Reichsgraf von Thürheim (* 27. Juni 1710; † 10. Juni 1782 in Wien) war ein kaiserlicher Feldmarschall und k. k. Kämmerer aus dem Geschlecht der Thürheimer.

## Biographie

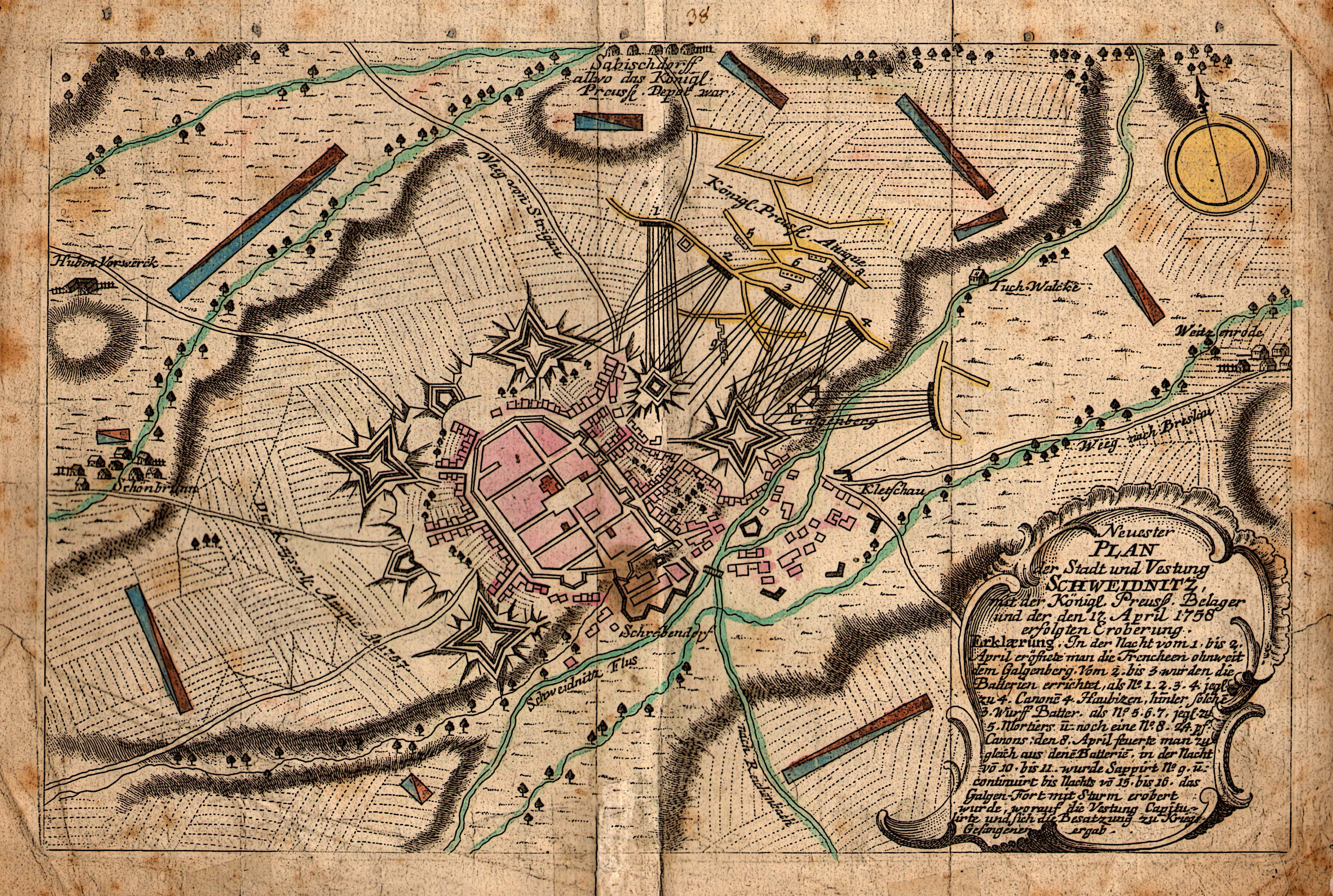
Belagerungskarte von Schweidnitz 1758

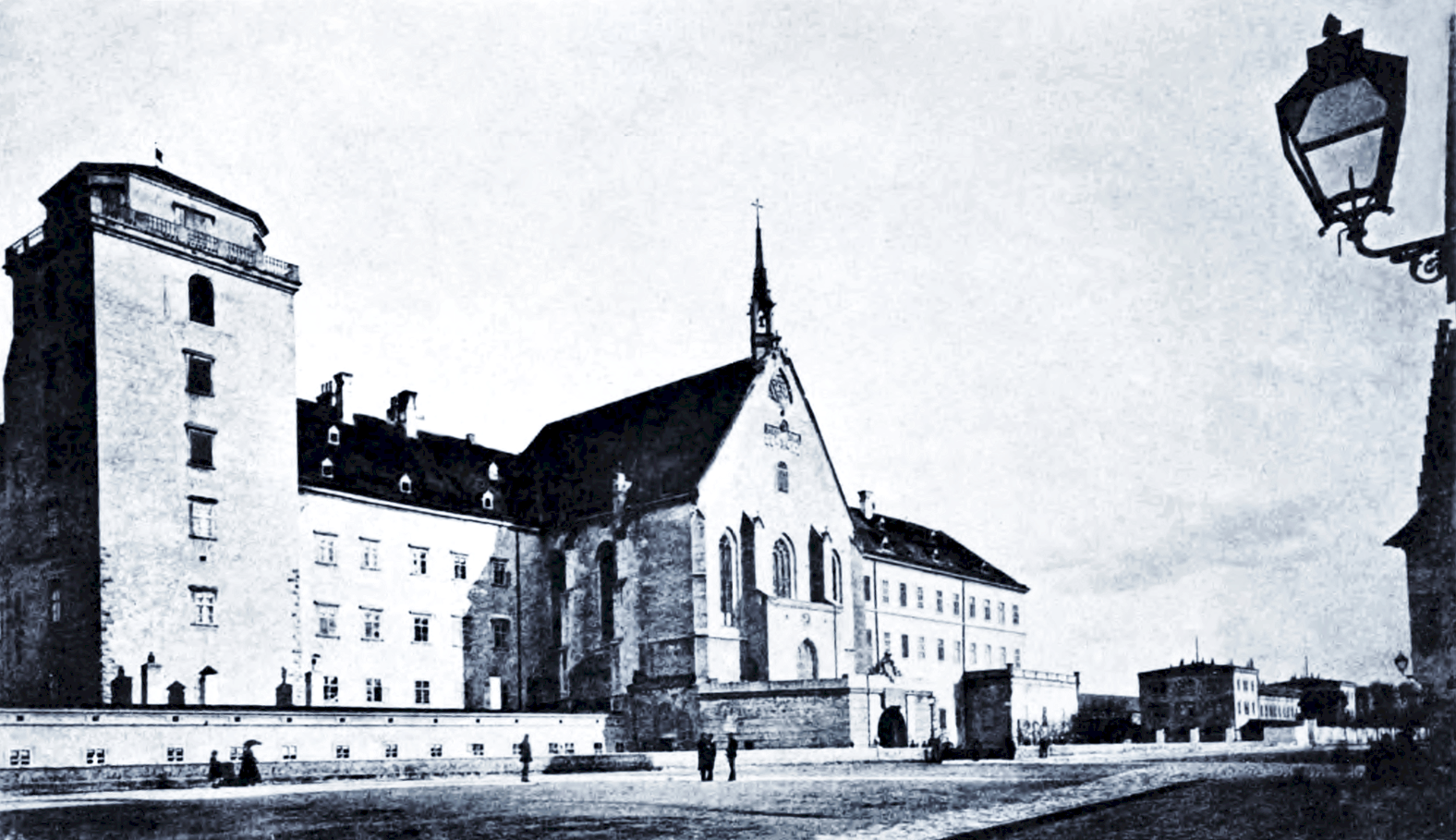
Theresianische Militärakademie vor 1870

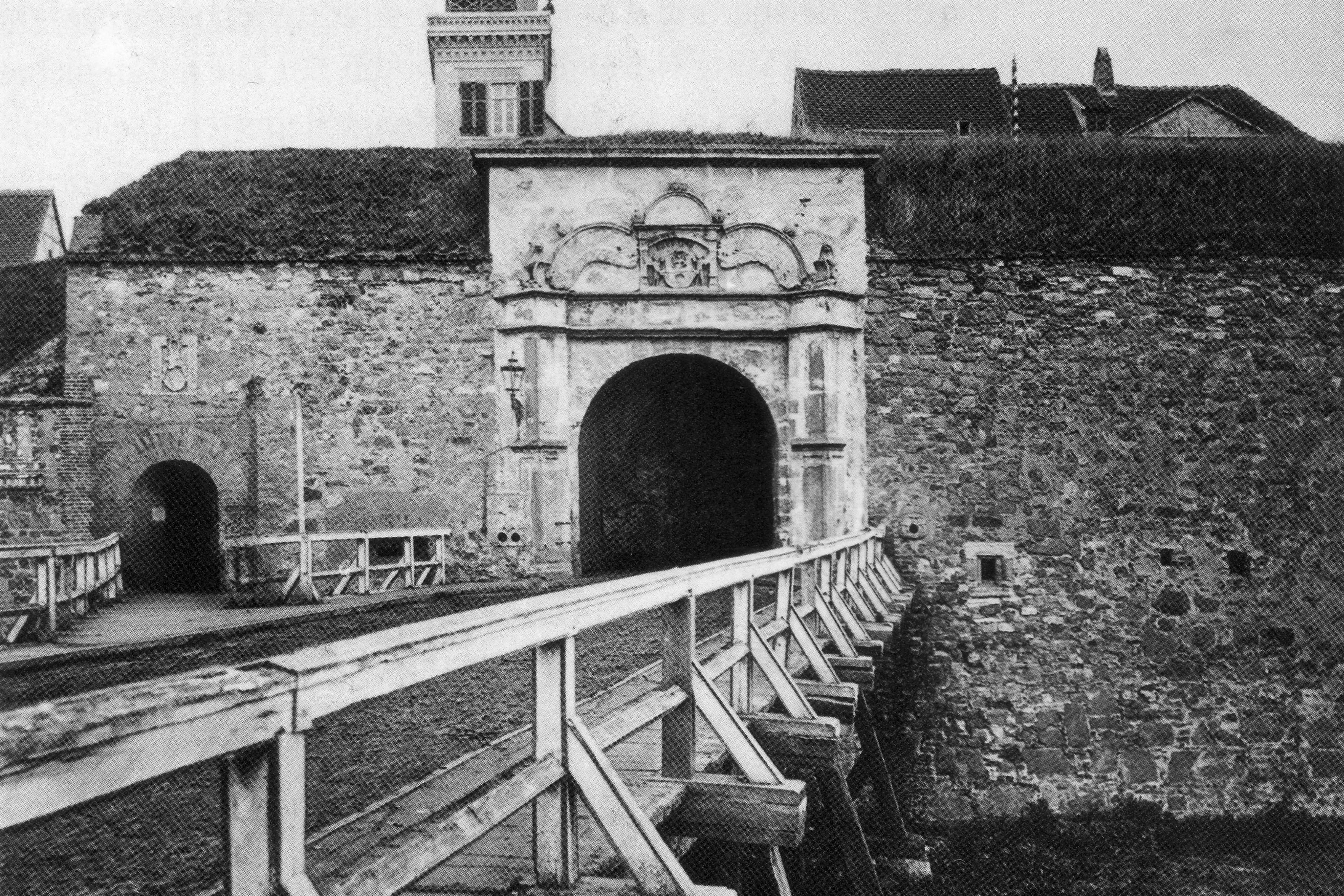
Festung Magdeburg

Der Sohn des Reichsgrafen Franz Sebastian von Thürheim (* 2. Februar 1665; † 10. April 1726), der am 3. Mai 1717 zum Generalfeldmarschall der Erblande des Hauses Österreich ernannt worden war,  trat früh in die Armee ein, wurde 1731 Rittmeister und 1733/34 Oberstwachtmeister. 1737–1739 kämpfte er in den Türkenkriegen mit.
Nachdem sich das Infanterieregiment Wallis Nr. 59, in welchem der Offizier in jener Zeit diente – nach getrennten Einsätzen in Serbien und der Walachei – in Siebenbürgen wiedervereint hatte und bis zum Frühjahr 1738 blieb, besetzte sodann ein Bataillon Klausenburg, zwei Bataillone mit den Grenadieren vereinigten sich jedoch mit der Hauptarmee bei Caransebeș. Mit dieser nahmen sie am 4. Juli des Jahres am Gefecht von Kornia und am 9. Juli bei der Einnahme von Mehadia teil. Thürheim avancierte danach zum Oberst und Kommandanten dieses Regiments.
Der Graf stieg während seiner Verwendung im Österreichischen Erbfolgekrieg in der Zeit von 1741 bis 1745, wo er am Rhein, in Böhmen und Bayern kämpfte, in der Schlacht bei Chotusitz am 17. Mai 1742 verwundet wurde, sodann sich im Treffen bei Braunau am 4. Juli 1743 besonders auszeichnete, am 22. Januar 1744 zum Generalfeldwachtmeister auf.
Von 1751 bis 1752 war der Offizier Festungskommandant von Temeswar und avancierte sodann mit Rang vom 25. Juli 1752 zum Feldmarschallleutnant und 1753 zum Kommandanten der neu gegründeten Militärakademie in der Wiener Neustadt ernannt.
Im Siebenjährigen Krieg, an dem er als Generalfeldzeugmeister (Rang vom 2. September 1757) und Inhaber des Infanterieregiments Nr. 25 teilnahm, geriet er 1758 in preußische Gefangenschaft, die er bis 1762 in der Festung Magdeburg verbrachte: Nachdem die Festung Schweidnitz nach der Kapitulation des preußischen Kommandanten Philipp Loth von Seers am 12. November 1757 in österreichische Hand gefallen war, wurde Thürheim als Kommandant einer 8000 Mann starken Garnison eingesetzt. Zügig bemühte er sich um die Wiederinstandsetzung und Approvisionierung der Festung, wohl wissend, dass eine nun preußische Belagerung zu erwarten war. Diese begann am 15. März 1758. Gegen die zahlen- und kriegsgerätmäßig überlegenen Preußen konnte sich der General mit seinen Abwehrmaßnahmen einen Monat lang widersetzen. Doch nach dem Verlust seines Hauptforts war der General gezwungen, zu verhandeln und sich dem preußischen Generalleutnant Joachim Christian von Tresckow zu ergeben. Am 15. April 1758 wurde die Kapitulation unterschrieben. Er durfte daraufhin drei Tage später mit fliegenden Fahnen ausziehen und musste sich mit 5000 Mann gefangen ergeben.
1763 wurde er Gouverneur der Festung Luxemburg und am 1. Mai 1773 ehrten ihn Kaiser und Kaiserin mit dem Titel eines Hauptmanns der k. k. Trabanten und Leibgarde zu Fuß. Schließlich rückte er am 18. März 1778 (Rang vom 1. Juni 1766) zum kaiserlichen Feldmarschall auf.
Thürheim blieb ledig und kinderlos.

## Wappen

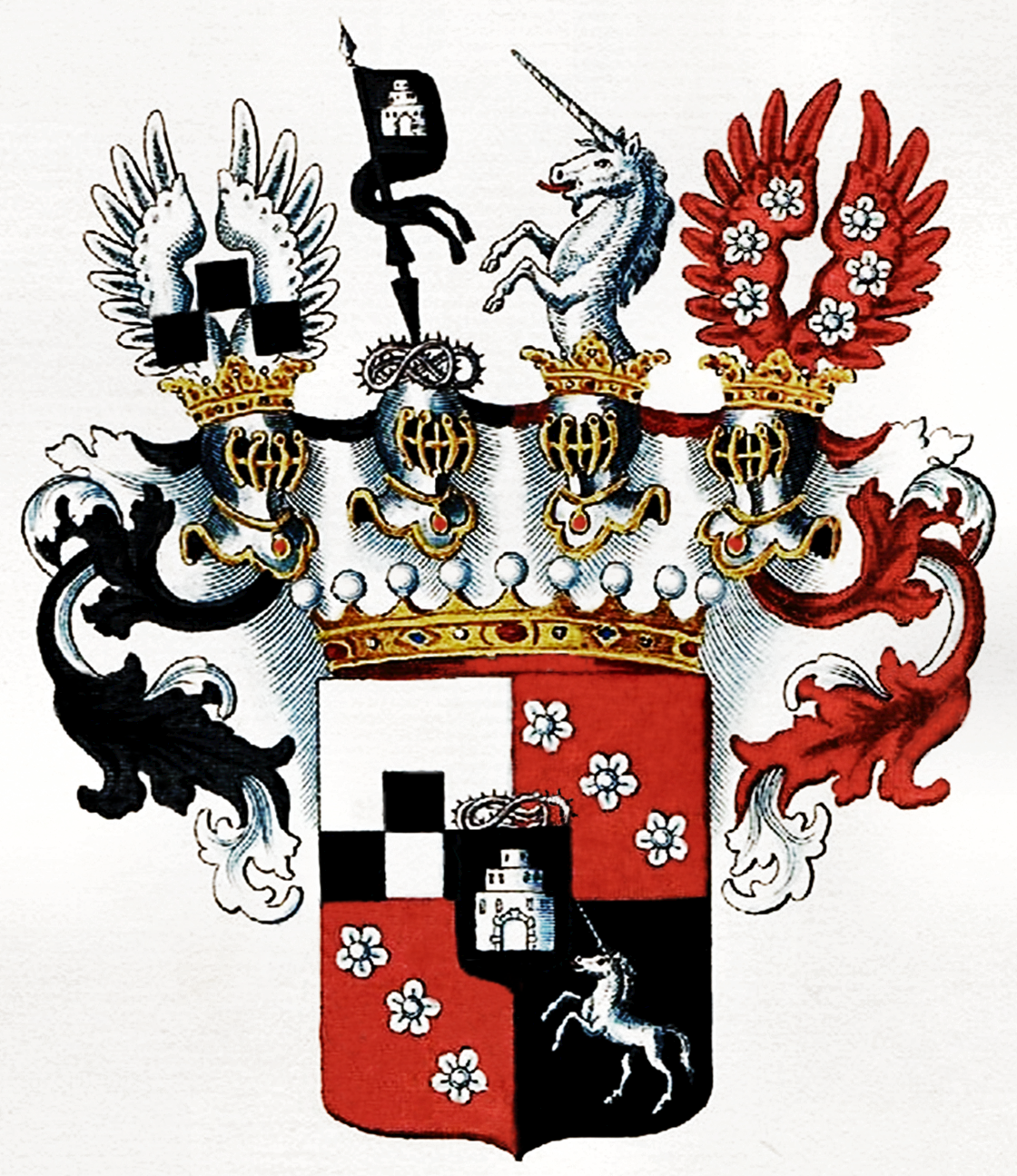
Wappen der Grafen von Thürheim

1666: Quadrierter Schild mit schwarzem Mittelschild, der mit einer Dornenkrone bedeckt ist und in welchem ein silbernes Portal mit 3 Abstufungen steht, das 10 Fenster und ein rundes mit schwarz ausgefugten Quaderstücken umgebenes Tor hat. 1. In silbernem Feld zeigt sich in den beiden Unterecken ein schwarzes Quaderstück, über welch beiden ein drittes liegt. 2. und 3. In rotem Feld 3 schrägrechts gelegte silberne Rosen. 4. In schwarzem Feld ein silbernes rechts aufspringendes Einhorn. Auf dem Schild ruht die Grafenkrone. Über ihr schweben 4 gekrönte Helme. Der erste ist mit der Dornenkrone des Mittelschildes bedeckt, hinter welcher eine schwarze Standarte steckt, in deren Fahne das Portal des Mittelschildes wiederholt ist. Auf der Krone des zweiten Helms zeigt sich das silberne Einhorn des 4. Feldes wachsend. Auf dem dritten Helm liegen die 3 Quaderstücke des ersten Feldes vor einem silbernen offenen Flug. Auf den vierten erhebt sich ein roter offener Flug, wovon jeder Flügel mit 3 silbernen Rosen belegt ist. Die Helmdecken sind rechts, schwarz-silbern, links, rot-silbern.

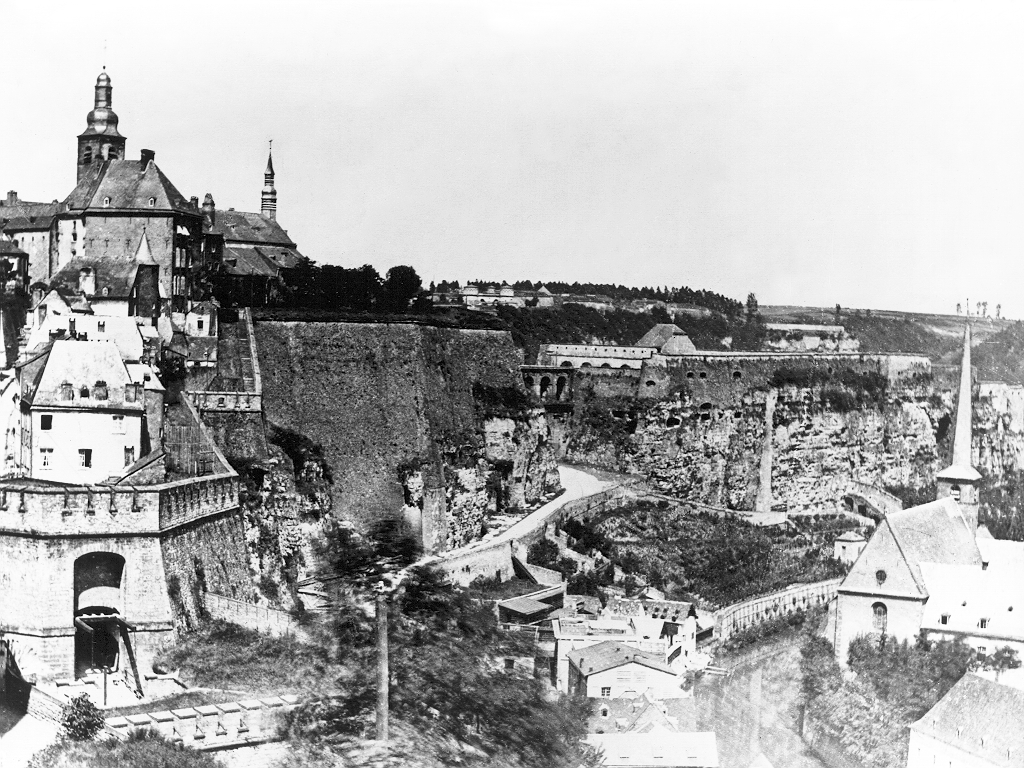
Festung Luxemburg